# Термінал ЗПГ Батангас (First Gen)
Термінал ЗПГ Батангас (First Gen) – інфраструктурний об’єкт для прийому зрідженого природного газу (ЗПГ), який станом на початок 2023 року споруджується на Філіппінах. 
З початку 21 століття важливу роль у енергозабезпеченні острова Лусон відігравали теплові електростанції, які використовують природний газ із офшорного родовища Малампая. Наприкінці 2010-х вичерпання запасів останнього змусило звернутись до проектів імпорту блакитного палива у зрідженому вигляді. Одним з них став термінал компанії First Gen, яка володіє комплексом електростанцій First Gen Clean Energy Complex (ТЕС Санта-Ріта/Сан-Лоренцо, ТЕС Сан-Габріель, ТЕС Авіон), що розташований на узбережжі затоки Батангас дещо менш ніж за сотню кілометрів на південь від столиці країни Маніли. 
Для терміналу обрали схему із використанням плавучої установки зі зберігання та регазифікації, оскільки це дозволяло пришвидшити проект та зменшити капітальні витрати. Для швартування установки провели розширення існуючого причалу, через який отримували рідке паливо для First Gen Clean Energy Complex (є резервним на випадок нестачі природного газу). Зазначені роботи потребували встановлення 212 сталевих паль завдовжки від 45 до 65 метрів із загальною вагою 10 тисяч тон. Вага змонтованих на них платформ та модулів становить 15,5 тисяч тон.
У сінгапурської (з другим офісом у Норвегії) компанії BW зафрахтували на 5 років плавучу установку BW Paris. Вона має резервуари для зберігання зрідженого газу загальною ємністю 162547 м3 та регазифікаційне обладнання, здатне видавати 15,5 млн м3 на добу. BW Paris буде поставлена біля зазначеного вище причалу та прийматиме партії ЗПГ із газовозів, при цьому для забезпечення швартовочних операцій термінал замовив чотири буксири (Svitzer Aplaya, Svitzer Santa Clara, Svitzer Karsada та Svitzer Bolbok), останній з яких був завершений у січні 2023-го.
Регазифікована продукція подаватиметься до енергокомплексу по трубопроводу завдовжки 1,3 км з діаметром 600 мм.
Первісно запуск терміналу планували на 2022 рік, проте через певні затримки цей термін перенесли на першу половину 2023-го.